# Астана Арена
„Астана Арена“ е стадион в Астана, Казахстан с капацитет 33 000 души. Това е едно от шестте съоръжения в света, които имат подвижен покрив.
В деня на откриването си, стадионът е бил наречен „Хаджимукан“, в чест на известния казахски борец Хаджимукан Мунайтпасов. Впоследствие стадионът придобива името „Астана Арена“.
Стадионът е адаптиран за футбол, но е пригоден и за други спортни събития, включително и популярните спортове в Казахстан – борба, джудо и бокс.
|  | Тази страница частично или изцяло представлява превод на страницата „Астана Арена“ в Уикипедия на руски. Оригиналният текст, както и този превод, са защитени от Лиценза „Криейтив Комънс – Признание – Споделяне на споделеното“, а за съдържание, създадено преди юни 2009 година – от Лиценза за свободна документация на ГНУ. Прегледайте историята на редакциите на оригиналната страница, както и на преводната страница, за да видите списъка на съавторите. ВАЖНО: Този шаблон се отнася единствено до авторските права върху съдържанието на статията. Добавянето му не отменя изискването да се посочват конкретни източници на твърденията, които да бъдат благонадеждни. |